# جورج جيرالد كينغ
جورج جيرالد كينغ (بالإنجليزية: George Gerald King)‏ هو سياسي كندي، ولد في 11 ديسمبر 1836 في نيو برونزويك في كندا، وتوفي في 28 أبريل 1928. حزبياً، نشط في الحزب الليبرالي الكندي. وقد انتخب عضو مجلس الشيوخ الكندي وانتخب عضو مجلس العموم الكندي.